# Polycelis pamirensis
Polycelis pamirensis is een platworm (Platyhelminthes). De worm is tweeslachtig, De soort leeft in zoetwater.
De platworm behoort tot de familie Planariidae. De wetenschappelijke naam van de soort werd voor het eerst geldig gepubliceerd in 1961 door de Beauchamp.